# آکوستیک آلکمی
اکوستیک آلکمی (به انگلیسی: Acoustic Alchemy)، یک گروه موسیقی اینسترومنتال و جاز نرم است که در اوایل دهه‌ی ۱۹۸۰ در انگلستان تأسیس شد. این گروه در ابتدا توسط نیک وب و سایمون جیمز جلوداری می‌شد. در حال حاضر، گرگ کارمایکل و مایلز گیلدردیل کار هدایت این گروه را بر عهده دارند.